# Ecliptopera maculata
Ecliptopera maculata là một loài bướm đêm trong họ Geometridae.